# Synsphyronus elegans
Espèce
Synsphyronus elegans est une espèce de pseudoscorpions de la famille des Garypidae.

## Distribution
Cette espèce est endémique du Wheatbelt en Australie-Occidentale. Elle se rencontre vers Yorkrakine Rock.

## Description
Les mâles mesurent de 3,8 à 4,4 mm et les femelles de 4,2 à 4,9 mm.

## Publication originale
- Beier, 1954 : Report from Prof. T. Gislén's expedition to Australia in 1951-1952. 7. Pseudoscorpionidea. Acta Universitatis Lundensis, nova series, sér. 2, vol. 50, p. 1-26.